# آب‌انبار آجری پاسنگان
آب‌انبار آجری پاسنگان مربوط به مربوط به دوره صفوی است و در شهرستان قم، بخش مرکزی، کیلومتر ۲۰ جادهٔ کاشان در کنار کاروانسرای پاسنگان واقع شده است. این اثر در تاریخ ۹ بهمن ۱۳۸۶ با شمارهٔ ثبت ۲۰۷۱۴ به عنوان یکی از آثار ملی ایران به ثبت رسیده است.